# Йоан Дука
Йоан Дука е византийски военачалник, стратег на тема България между 1090 и 1092.
Йоан Дука е син на протовестиария Мария и Андроник Дука. По майчина линия Йоан е внук на българина Траян и е правнук на цар Иван Владислав. Йоан Дука е и брат на императрица Ирина Дукина - съпругата на император Алексий I Комнин.
През 1085 Йоан Дука е назначен за управител на Драчката тема, където трябвало да брани крепостта Драч и да отблъсква постоянните сръбски нападения. На тази длъжност остава до 1090, когато е назначен за управител на тема България.
През 1092 г. император Алексий I отзовава Йоан от България и като го удостоява с титлата велик дука на флота, го изпрща начело на военна експедиция против пирата Чаха, който по това време успял да завладее Смирна. За тези събиятия Анна Комнина пише:„Като знаел по много опити, че тоя Иванъ Дука бил твърде войнствен, изкусен във военните работи и неразположен да отменя каквото и да било в императорските заповеди, понеже се нуждаел сега тъкмо от такъв човек, за да го противопостави на Чаха, императорът го извикал оттам (от България) и като го нарекъл „велики дука“ на флотата, с големи сили сухопътни и морски изпратил го противи Чаха".
След завръщането си от похода срещу Чаха през 1093 г. Йоан Дука е почетен с нова длъжност – дука на тема Елада.
Като стратег на България Йоан Дука поддържа близки отношения с охридския архиепископ Теофилакт. Стратегът предал във владение на архиепископа селото Могила в Пелагонийската области, където Охридската архиепископия притежавала един стар имот. В едно писмо до Йоан от 1093 г. Теофилакт изтъква неговата благотворителност, щедра ръка, почтителност, человеколюбие и снизходителност към духовниците, отбелязвайки: „Явно е, че за тия добродетели ти ни беше подарен от Бога, а за нашите грехове ни напустна.“
Някъде около 1110 г. Йоан Дука се замонашва в манастира Богородица Евергетска, в чийто типик е споменат като пансеваст, севаст и велик дука, монах Антоний В поменика на роднините на императрица Ирина, поместен в литургичния типик на манастира Христос Филантроп, 5 януари е посочен като деня, в който се почита паметта на монаха и севаст Антоний, брата на императрицата. В типика на манастира Богородица Кехаритоменска Йоан Дука е споменат с монашеското си име Антоний сред живите роднини на императрица Ирина Дукина и вече като покойник - в типика на манастира Пантократор, от което следва, че е починал на 5 януари между 1116 г. и 1136 г.